# Podlesni (Kubán, Gulkévichi, Krasnodar)
Podlesni (del ruso: Подлесный) es un posiólok del raión de Gulkévichi del krai de Krasnodar, en el sur de Rusia. Está situado en la orilla izquierda del río Kubán, frente a Kazánskaya, 22 km al oeste de Gulkévichi y 119 km al este de Krasnodar, la capital del krai. Tenía 175 habitantes en 2010.
Pertenece al municipio Kubán.